# Référendum constitutionnel azerbaïdjanais de 1995
Le référendum azerbaïdjanais de 1995 est un référendum ayant eu lieu le 12 novembre 1995 en Azerbaïdjan. Il vise à mettre en place une nouvelle constitution. La participation est de 86,1 %. Le sondage a été adopté à 91,9 %.